# Bažant královský
Bažant královský (Syrmaticus reevesii) je velký pták z řádu hrabavých. Své latinské druhové jméno získal na počest britského přírodovědce Johna Reevese, který v roce 1831 jako první dovezl do Evropy živé zástupce tohoto druhu.

## Popis

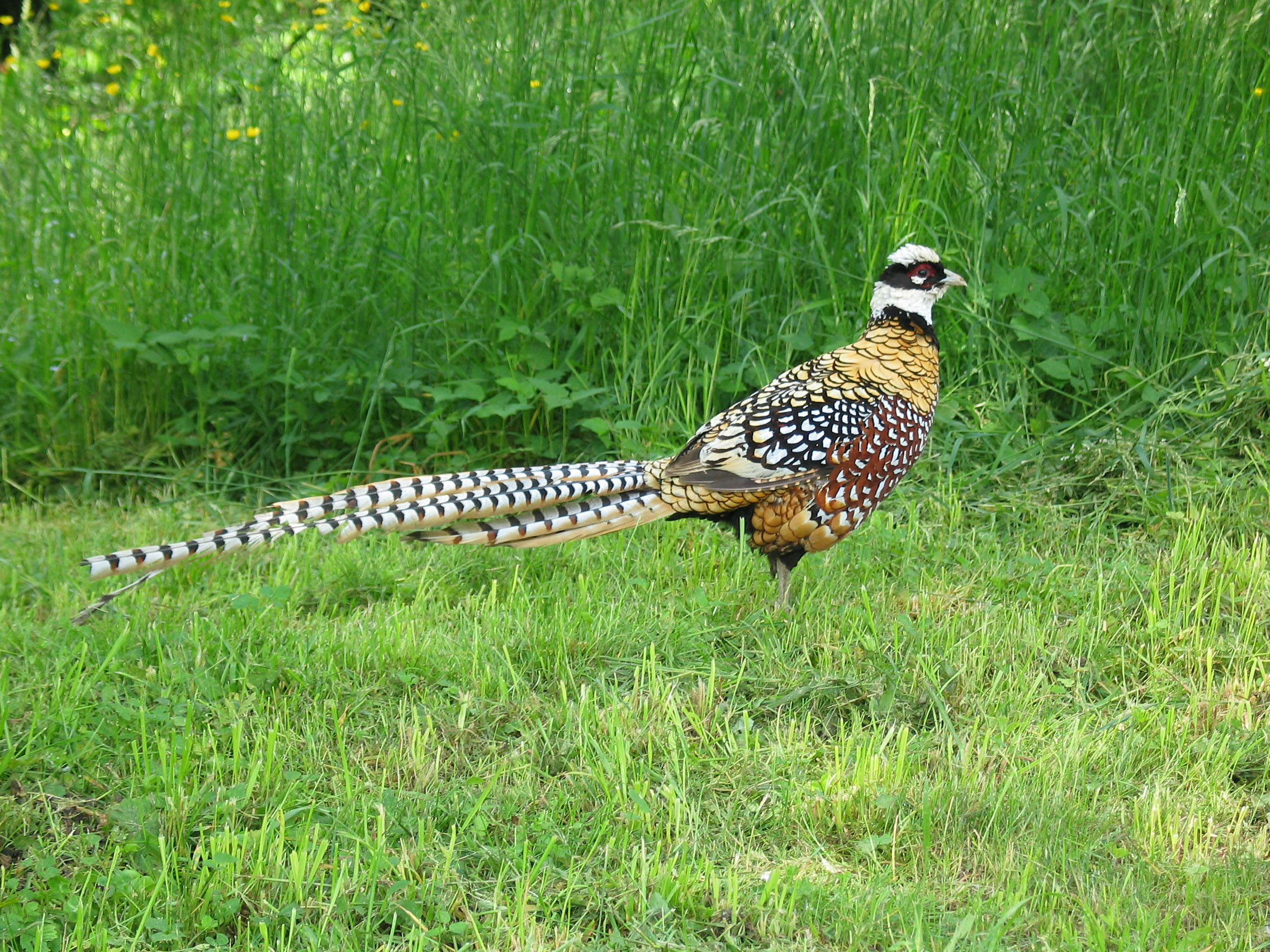
Samec bažanta královského

Tak jako většina bažantů má i bažant královský vyvinut výrazný pohlavní dimorfismus. Samec je se svým „šupinatým“ peřím zlaté, bílé nebo červené barvy velmi nápadný. Může měřit až 240 cm, z toho však připadá více než 170 cm na extrémně dlouhý, stříbrošedý ocas s příčnými hnědými proužky. Hlavu má zbarvenou bíle a přes oko se mu táhne silný černý pruh, silné nohy jsou šedé. Samice jsou oproti samcům nenápadně hnědé s černým temenem.
Mladí jedinci se spíše podobají samicím.

## Rozšíření a biotop
Bažant královský je endemitem jehličnatých horských lesů na území severní a střední Číny. Člověkem však byl vysazen i do USA, České republiky, Slovenska, Rakouska, Francie, Spojeného království a na Havajské ostrovy. Je chován jako okrasný pták i lovná zvěř. Lovci oceňují jeho ocasní pera jako lákavou trofej. V Číně jsou jeho pera používána jako ozdoba a součást kostýmu herců tradiční čínské opery. Maso má údajně tuhé a méně chutné než bažant obecný.

## Způsob života
Bažant královský je více vázán na lesní prostředí než jiné druhy bažantů. Je velmi plachý, při vyrušení odlétá do korun stromů nebo se ukrývá v houštinách. Rozmnožuje se na jaře, tok probíhá v únoru a březnu. Samci si v období toku a hnízdění obhajují značně velké hnízdní revíry, odkud agresívně vyhánějí jiné příslušníky svého druhu i další druhy bažantů. V místech společného výskytu útočí i na bažanty obecné. Samec se páří s 1-2 slípkami, v období hnízdění hlídá samice i mláďata. Slípka klade 7-14 vajec, inkubace trvá 24 dnů. Bažant královský se živí převážně semeny a plody dřevin, kuřátka v prvních dvou měsících života sbírají hmyz a pavouky.

## Bažant královský v Česku

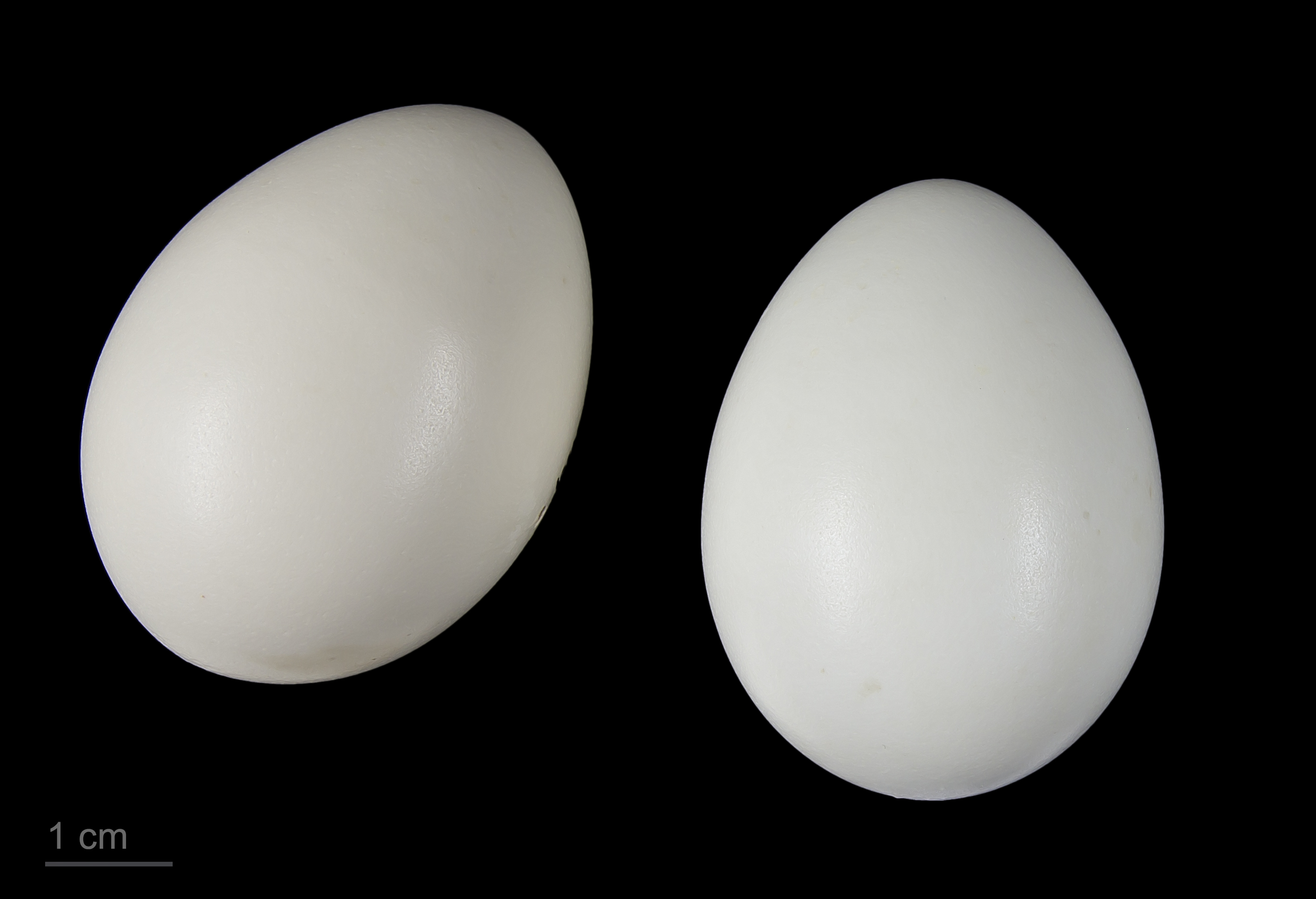
Syrmaticus reevesii

Na území Česka byli první bažanti královští dovezeni již koncem 19. století, chov se však rozšířil až v prvním desetiletí 20. století. Byli chováni především na Moravě, a to jak v bažantnicích, tak ve volných honitbách. Volně žijící populace se vyskytovaly hlavně v lužních lesích v okolí Litovle, Chropyně, Kroměříže, Lipníka nad Bečvou a Břeclavi. V 70. letech 20. stol. činil roční odstřel asi 200-300 kusů. V současné době jsou u nás bažanti královští chováni v některých bažantnicích (např. Pohoří) a částečně i ve volnosti, hlavně kolem Chropyně. Současná populace však nepřesahuje 100 jedinců. Přesto je v Česku bažant královský řazen mezi lovnou zvěř a má stanovenou dobu lovu na 16. 10. – 15. 3. Loví se většinou pouze kohouti. Slepice je možno lovit pouze v bažantnicích z důvodů regulace početnosti, a to od 16. 10. do konce roku. Loví se většinou na čekané nebo v toku, někdy i na honech.